# Paper Mario: The Origami King
Paper Mario: The Origami King (ペーパーマリオ　オリガミキング, Pēpā Mario: Origami Kingu) é um jogo eletrônico de RPG desenvolvido pela Intelligent Systems e publicado pela Nintendo. É o sexto título da série Paper Mario e foi lançado em 17 de julho de 2020, exclusivamente para Nintendo Switch, como aniversário de 20 anos da série Paper Mario.

## Desenvolvimento
Planos para o lançamento de um jogo da série Paper Mario no Switch foram revelados no início de 2020. De acordo com o site Eurogamer, Nintendo esperava revelar o jogo durante a E3 2020 como parte de uma apresentação celebrando os 35 anos de existência da série Super Mario, mas teve que mudar seu plano após a convenção ter sido cancelada devido à Pandemia de COVID-19. The Origami King foi anunciado através de um trailer no dia 14 de maio de 2020, e marcado para ser lançado em 17 de julho de 2020 E Foi Vazado 7 dias Antes. O anúncio do jogo não veio acompanhado de aviso prévio de dois dias normalmente dado pela Nintendo. De acordo com o site VentureBeat, o lançamento repentino do trailer ocorreu pois a empresa ainda estava se adaptando à transição para o trabalho remoto.